# Rio Danca
O Rio Danca é um rio da Romênia, afluente do Lotrişoara Mare, localizado no distrito de Sibiu.